# Алексеев, Иван Алексеевич
Ива́н Алексе́евич Алексе́ев (1750 или 1751—22 июля (3 августа) 1816) — санкт-петербургский губернатор, сенатор, член Государственного совета; действительный тайный советник.

## Биография
Саксонец, поступивший на российскую службу. Православный. Умел читать и писать по-русски. 
Перешел в российское подданство и поступил в армию писарем 9 (20) декабря 1762. Произведён в капралы 4 (15) марта 1764; фурьером 22 сентября (3 октября) 1764. В 1764—1767 — в Польском корпусе российских войск во время военных действий в Речи Посполитой (1764) против польских войск во главе с кн. Радзивиллом и гетманом Браницким. В 1768 — нач. 1769 в Польше против Барской конфедерации. Во время первой турецкой войны (1769—1771) находился при князе Н. В. Репнине. Кампания 1769: с 19 апреля в блокаде и осаде Хотина; в сражении в Засеке 29 августа. Произведён в сержанты 1 (12) сентября 1769. Кампания 1770: в сражении при реке Ларге 7 июля; в сражении при Кагуле 21 июля.  
Полковым писарем 4 (15) августа 1770. Аудитором С.-Петербургского пехотного полка 8 (19) мая 1772. Кампания 1773: в сражении при Базарджике и его занятии 23 октября; в сражении при Силистре 24 октября; при уничтожении турецкого корпуса в укреплениях урочища Карасу. Произведён в обер-аудиторы С.-Петербургского пехотного полка 1 ноября 1771. В 1775—1776 состоял в свите князя Н. В. Репнина при чрезвычайном посольстве в Константинополь. В 1779 — с отдельным корпусом в Польше. 1782—1783 годах — адъютант при князе Н. В. Репнине в период его командования Резервным корпусом в Польше. В 1783—1784 — со Смоленским пехотным полком в Резервном корпусе в Польше. 
Произведён полковником 01 января 1787. В 1787—1792 годах занимал должность первого директора Государственного заёмного банка, надзирал за 3-й экспедицией. Алексеев пользовался покровительством и дружеским расположением Репнина, о чём свидетельствует их переписка.
Посвящён в масонство в ложе «Феникс» О. А. Поздеевым. Затем член ложи «Трёх знамён» в Москве. Возможно входил в круг «теоретического градуса» под руководством Н. В. Репнина. 
Пожалован в статские советники 1 января 1792. В 1793—1796 годах состоял «порутчиком-правителя» (вице-губернатором) Санкт-Петербургской губернии. С 15 ноября 1796 назначен управляющим 3-й экспедицией о государственных доходах. Пожалован в действительные статские советники 19 ноября 1796. С 9 июня по 28 августа 1797 — гражданский губернатор С.-Петербургской губернии и член Комиссии о снабжении резиденции нужными припасами, распорядке квартир и прочих частей, до полиции принадлежащих; с 15 июня возложено, после увольнения с.-петербургского военного ген.-губернатора Н. П. Архарова самостоятельное управление губерние. С 28 августа 1797, уволен, по прошению, от службы, с производством в тайные советники.
Опала продолжалась недолго. С 10 октября 1798 определён на службу и назначен сенатором, с 11 октября — велено присутствовать во 2-м департаменте Сената. Участвовал в ревизиях различных ведомств и ряда губерний. Ревизовал Присутственные места Смоленской, Орловской, Курской, Слободско-Украинской, Малороссийской и Новороссийской губерний с 1 декабря 1799, совместно с сенатором И. И. Кушелевым. С 9 по 14 декабря 1799 — президент Мануфактур-коллегии. Ревизовал Присутственные места в Подольской губернии с 24 июня 1800, совместно с И. И. Кушелевым. С 4 сентября 1800 — во 2-й деп-т Сената. Назначен членом Комитета для рассмотрения состояния почт 22 апреля 1802. В 1803—1804 — член Комитета по межеванию земель в Малороссийских губерниях; начзначен во 2-й деп-т Сената 29 января 1805. Ревизовал Псковскую губернию в 1806. С января по декабрь 1807 — в командировке в Виленской, Гродненской, Минской и Волынской губерниях по случаю голода, дабы «изыскать удобнейшие меры к отвращению оскудения» и «избрать и представить меры к облегчению этих губерний на будущее время». Назначен членом Комитета для уравнения по всему государству земских повинностей 18 марта 1808. 
Произведён в действительные тайные советники 11 декабря 1808. Назначен членом Комитета по еврейским делам 23 декабря 1808. Переведён во 2-е отделение 3-го апелляционного департамента 25 января 1809. Назначен членом совета Комиссии составления законов 7 марта 1809. Велено присутствовать, впредь до повеления,  только в общем собрании первых трёх департаментов Сената с 18 мая 1809. С 1 января 1810 года — член Государственного Совета, с 17 января назначен в Департамент законов. Уволен, по прошению, от участия в Комитете для управления земских повинностей с 6 марта 1810.  По свидетельству современников, при разборе дел отличался честностью и неподкупностью. Уволен в заграничный отпуск на год с 18 февраля 1816.  В том же году умер. 
В 1794—1798 состоял членом С.-Петербургского Английского собрания. С.-Петербургский домовладелец.   
Умер 22 июня (4 июля) 1816 года. Похоронен на кладбище Донского монастыря в Москве. На его могиле сохранился надгробный памятник работы скульптора И. П. Мартоса с бронзовым барельефом-профилем; крест от памятника (не имеющий большой художественной ценности) был утрачен в 1950-е годы. С мая по июль 2018 года проведена капитальная реставрация скульптурного надгробия, включая воссоздание утраченного в 1950-х годах креста.

## Награды
- Орден Святого Владимира 4 степени (22.09.1782 или 1783)
- Орден Святого Владимира 3 степени (2.09.1793)
- 500 душ в Слонимской губ. «из экономии Гродненской»
- Орден Святой Анны 1 степени (4.12.1799), алмазные знаки к ордену (15.09.1801)
- Орден Иоанна Иерусалимского (7/20.11.1800)
- Орден Александра Невского (28.10/1.11.1807)
- Аренда на 12 лет без платежа кварты части Ключа Видзского, Брацлавского у., Подольской губ. и дд. Брумимовичи, Гаткевичи, Дубо, Ижа, Талде, Хатуничи, Ошманского у., Виленской губ. (22.09.1809)

## Семья
С 1800  был женат на графине Августине Васильевне Сиверс (?—ок. 1826), которая в 1-м браке была за графом Сиверсом. В браке детей не имели.    